# IC 3749
IC 3749 је појединачна звијезда у сазвјежђу Береникина коса која се налази на листи објеката дубоког неба у Индекс каталогу.
Деклинација објекта је + 19° 32' 9" а ректасцензија 12h 45m 51,4s.